# Curtomerus flavus
Curtomerus flavus là một loài bọ cánh cứng trong họ Cerambycidae.